# Chặng đua GP Ả Rập Xê Út 2021
Chặng đua GP Ả Rập Xê Út 2021 (tên chính thức Formula 1 STC Saudi Arabian Grand Prix 2021) là chặng đua thứ 21 của Giải đua xe Công thức 1 2021. Chặng đua diễn ra từ ngày 03 tháng 12 đến ngày 05 tháng 12 năm 2021 ở trường đua Jeddah Corniche, Ả Rập Xê Út. Tay đua giành chiến thắng là Lewis Hamilton của đội đua Mercedes.

## Diễn biến chính
Ở cuộc đua phân hạng, Max Verstappen để tông rào ở vòng chạy cuối cùng nên chỉ có vị trí xuất phát thứ ba.
Cuộc đua chính có hai lần cờ đỏ sau những tai nạn ở vòng 9 (của Mick Schumacher) và vòng 15 (tai nạn liên hoàn của Sergio Perez, George Russell và Nikita Mazepin).
Tận dụng những biến cố đó thì Verstappen đã vượt lên dẫn đầu. Tuy nhiên anh luôn bị Lewis Hamilton tấn công quyết liệt. Để phòng thủ thì Verstappen phải sử dụng những tiểu xảo và đã bị phạt tới 3 lần, nhưng vẫn không ngăn được Lewis Hamilton giành chiến thắng.

## Kết quả
| Stt                                                        | Số xe | Tay đua            | Đội đua                   | Lap | Thời gian   | Xuất phát | Điểm |
| ---------------------------------------------------------- | ----- | ------------------ | ------------------------- | --- | ----------- | --------- | ---- |
| 1                                                          | 44    | Lewis Hamilton     | Mercedes                  | 50  | 2:06:15.185 | 1         | 261  |
| 2                                                          | 33    | Max Verstappen     | Red Bull Racing-Honda     | 50  | +21.8252    | 3         | 18   |
| 3                                                          | 77    | Valtteri Bottas    | Mercedes                  | 50  | +27.531     | 2         | 15   |
| 4                                                          | 31    | Esteban Ocon       | Alpine-Renault            | 50  | +27.633     | 9         | 12   |
| 5                                                          | 3     | Daniel Ricciardo   | McLaren-Mercedes          | 50  | +40.121     | 11        | 10   |
| 6                                                          | 10    | Pierre Gasly       | AlphaTauri-Honda          | 50  | +41.613     | 6         | 8    |
| 7                                                          | 16    | Charles Leclerc    | Ferrari                   | 50  | +44.475     | 4         | 6    |
| 8                                                          | 55    | Carlos Sainz Jr.   | Ferrari                   | 50  | +46.606     | 15        | 4    |
| 9                                                          | 99    | Antonio Giovinazzi | Alfa Romeo Racing-Ferrari | 50  | +58.505     | 10        | 2    |
| 10                                                         | 4     | Lando Norris       | McLaren-Mercedes          | 50  | +1:01.358   | 7         | 1    |
| 11                                                         | 18    | Lance Stroll       | Aston Martin-Mercedes     | 50  | +1:17.212   | 18        |      |
| 12                                                         | 6     | Nicholas Latifi    | Williams-Mercedes         | 50  | +1:23.249   | 16        |      |
| 13                                                         | 14    | Fernando Alonso    | Alpine-Renault            | 49  | +1 lap      | 13        |      |
| 14                                                         | 22    | Yuki Tsunoda       | AlphaTauri-Honda          | 49  | +1 lap3     | 8         |      |
| 15                                                         | 7     | Kimi Räikkönen     | Alfa Romeo Racing-Ferrari | 49  | +1 lap      | 12        |      |
| Ret                                                        | 5     | Sebastian Vettel   | Aston Martin-Mercedes     | 44  | Va chạm     | 17        |      |
| Ret                                                        | 11    | Sergio Pérez       | Red Bull Racing-Honda     | 14  | Va chạm     | 5         |      |
| Ret                                                        | 9     | Nikita Mazepin     | Haas-Ferrari              | 14  | Va chạm     | 20        |      |
| Ret                                                        | 63    | George Russell     | Williams-Mercedes         | 14  | Va chạm     | 14        |      |
| Ret                                                        | 47    | Mick Schumacher    | Haas-Ferrari              | 8   | Tông rào    | 19        |      |
| Fastest lap: Lewis Hamilton (Mercedes) – 1:30.734 (lap 47) |       |                    |                           |     |             |           |      |
| Nguồn:                                                     |       |                    |                           |     |             |           |      |

Nguồn: Trang chủ Formula1

## Bảng xếp hạng sau chặng đua
(Chỉ liệt kê top 5 tay đua và đội đua)
|           | Stt | Tay đua         | Điểm  |
| --------- | --- | --------------- | ----- |
| Unchanged | 1   | Max Verstappen  | 369.5 |
| Unchanged | 2   | Lewis Hamilton  | 369.5 |
| Unchanged | 3   | Valtteri Bottas | 218   |
| Unchanged | 4   | Sergio Pérez    | 190   |
| 1         | 5   | Charles Leclerc | 158   |
| Nguồn:    |     |                 |       |

|           | Stt | Đội đua               | Điểm  |
| --------- | --- | --------------------- | ----- |
| Unchanged | 1   | Mercedes              | 587.5 |
| Unchanged | 2   | Red Bull Racing-Honda | 559.5 |
| Unchanged | 3   | Ferrari               | 307.5 |
| Unchanged | 4   | McLaren-Mercedes      | 269   |
| Unchanged | 5   | Alpine-Renault        | 149   |
| Nguồn:    |     |                       |       |